# Oceansize
Oceansize fue una banda británica de Rock Progresivo formada en Mánchester (Inglaterra) en 1998. Habiendo participado en giras con bandas como The Cooper Temple Clause, Cave In, People In Planes, Aereogramme, Mclusky, Biffy Clyro, Porcupine Tree y Serafín, se han mantenido fuera del mainstream musical de Mánchester, comenzando a ganar popularidad internacional. 
Las influencias de la banda vienen principalmente de: Black Sabbath, Jane's Addiction, The Verve y Swervedriver, Pero también cuentan con influencias más artísticas como: Pink Floyd, Can, Tool, Tortoise, Mogwai y My Bloody Valentine.
El 4 de diciembre de 2005 se anunció que el bajista Jon Ellis abandonaba banda, aunque continuaría contribuyendo musicalmente. El 28 de enero de 2006 el líder de la banda, Mike Vennart, anunció detalles sobre el sustituto de Ellis, conocido solamente como Steve. Pero desafortunadamente, el 25 de febrero de 2011 anuncian su separación por medio de su sitio web.

## Discografía

### Álbumes
- Effloresce (2003)
- Everyone Into Position (2005)
- Frames (2007)
- Self Preserved While The Bodies Float Up (2010)

### EP
- Amputee (1999)
- A Very Still Movement (2001)
- Relapse (2002)
- Music for Nurses (2004)
- Home and Minor (2009)

### Box sets
- Feed to Feed (2009)

### Sencillos
- Saturday Morning Breakfast Show (1999)
- One Day All This Could Be Yours (2003)
- Catalyst (2003)
- Remember Where You Are (2003)
- Catalyst (2004)
- Heaven Alive (2005)
- New Pin (2006)

## Miembros

### Última formación
- Mike Vennart - guitarra y vocalista
- Steve Durose - guitarra y vocal
- Gambler - guitarra y teclado
- Mark Heron - batería
- Steven Hodson - bajo y teclado

### Antiguos miembros
- Jon Ellis - bajo y teclado

- Datos: Q1753688
- Multimedia: Oceansize / Q1753688